# Vanuatu na Letnich Igrzyskach Olimpijskich 2008
Vanuatu na XXIX Letnich Igrzyskach Olimpijskich w Pekinie reprezentowało trzech sportowców.
Był to szósty start Vanuatu na letnich igrzyskach olimpijskich.

## Reprezentanci

### Lekkoatletyka
- bieg na 100 m kobiet: Ellis Lapenmal – odpadła w eliminacjach (76. czas)
- bieg na 100 m mężczyzn: Moses Kamut – odpadł w eliminacjach (61. czas)

### Tenis stołowy
- turniej indywidualny kobiet: Priscilla Tommy – odpadła w eliminacjach